# معركة بيتيريا
وقعت معركة بيتيريا (بالإغريقية: Πτερία)‏ في عام 547 قبل الميلاد، بين القوات الفارسية بقيادة كورش الكبير  والقوات الليدية الغازية التابعة لكرويسوس. لقد كانت معركة متعادلة مما اضطر كرويسوس إلى الانسحاب غربًا إلى مملكته.

## الخلفية
في السابق، اتفق الليديون والميديين أن نهر هاليس سيكون الحدود الطبيعية بين الإمبراطوريتين. علم كرويسوس بالانتفاضة الفارسية المفاجئة وهزيمة خصومه القدامى الميديين. لقد حاول استخدام هذه المجموعة من الأحداث بشكل انتهازي لتوسيع حدوده على الحدود الشرقية لليديا. قام بتحالف مع كلديا، ومصر وعدد من دول المدن اليونانية، بما في ذلك أسبرطة.

## الدوافع
ربما كان كرويسوس قد قصد إعادة تنصيب شقيق زوجته أستياج على العرش الميدي. من الممكن أيضًا أنه كان يحاول استباق غزو فارسي لليديا.

## المعركة
بدأ كرويسوس الحملة بغزو كبادوكيا، وعبور هاليس والسيطرة على بيتيريا، عاصمة المنطقة والتي كانت حصنًا هائلًا. لقد نَهب المدينة، واستَعبد سكانها. في هذه الأثناء، تقدم كورش لوقف التوغل الليدي، والتقت الجيوش في محيط المدينة المنهارة. يبدو أن المعركة كانت شرسة ولكنها غير حاسمة. تكبد الجانبان خسائر فادحة. وفي أعقاب ذلك، انسحب كرويسوس المتفوق عددًا من هاليس. يمثل تراجع كرويسوس بالنسبة لهيرودوت قرارًا استراتيجيًا بتعليقه العمليات حتى يصبح الجيشين متوازنين أكثر، من خلال وصول التعزيزات من حلفائه البابليين والمصريين وخاصة الأسبرطيين. ومع أن الخسائر كانت متساوية إلى حد ما، إلا أن كرويسوس اعتقد على ما يبدو أنه ألحق بالفرس خسائر فادحة تسببت في شل حركة جيش كورش في الشتاء، حيث حلّ جيشه بعد وقت قصير من وصوله إلى أراضيه.

## العواقب
لا تزال نتيجة المعركة قابلة للنقاش وغير واضحة بين المؤرخين. وقبل كل هذا وقبل غزوه، طلب كرويسوس المشورة من أوراكل دلفي. اقترحت أوراكل بشكل غامض أنه «إذا عبر الملك كرويسوس نهر هاليس، فسوف يتم تدمير إمبراطورية عظيمة.» تلقى كرويسوس هذه الكلمات بكل سرور، مما أثار حربًا من شأنها أن تنهي ليس الإمبراطورية الفارسية ولكن ملكه. تسبب تشتيت جيش كرويسوس في كشف ليديا للغزو غير المتوقع لكورش، الذي تبع على الفور تقريبًا خطوات كروسوس، ملاحقًا إياه إلى سارديس. تقاتل الملكين المتنافسين مرة أخرى في معركة ثيمبرا، قبل سارديس، التي انتهت بانتصار حاسم لكورش الكبير.